# Литвак Петро Венедиктович
Петро Венедиктович Литвак (28 червня 1930, Топори, Ружинський район — 16 жовтня 2007, Житомир) — український науковець-ботанік, доктор біологічних наук (1977), професор (1977).

## Із життєпису
У 1950 році закінчив Топорівську середню школу, у 1955 році — лісогосподарський факультет Української сільськогосподарської академії. З 1956 до 1957 року працював геодезистом у проєктному інституті, займався проєктуванням газопроводів та газопереробних підприємств. У 1958—69 роках працював у Поліській агромеліоративній дослідній станції Українського НДІ лісового господарства і агромеліорації. У 1965 році захистив кандидатську дисертацію, у 1976 році — докторську. Від 1969 року — у Житомирському агроекологічному університеті: доцент, згодом завідувач катедри ботаніки та фізіології рослин (1971–91), завідувач катедри селекції та насінництва (1991–99), екології лісу та меліорації (1999—2007), декан агрономічного факультету (1977–81) та факультету лісового господарства (2001–02), брав участь у створенні останнього. Наукові дослідження: збереження та відтворення фітобіологічного різноманіття лісових екосистем. Один з укладачів «Атласу рослин природних і штучних екосистем» (2004), «Словника еколого-біологічних термінів» (2006).

## Основні праці
- Ботаническая география с основами экологии растений: Учеб. пособ. Москва, 1986; 1994 (співавт.);
- Древесные растения ботанического сада Житомирского сельскохозяйственного института. Київ, 1992 (співавт.);
- Берези карельська і українська. Житомир, 1998 (співавт.);
- Лесные экосистемы Полесья Украины. Ч. 1. Боры и субборы. Житомир, 2001;
- Скарби лісових екосистем Полісся. Житомир, 2006 (співавт.).